# 何春海
何春海（越南语：／；？—？），阮朝舉人，官員。

## 生平
何春海爲承天府香茶縣羅渚社人。
成泰十八年（1906年）在承天場中丙午科舉人，時年二十三歲，後任平山知府。
啟定十年（1925年），由廣寧知府補學部員外。
保大八年（1933年）四月，由乂安按察使陞吏部侍郎。此外擔任過慶和巡撫、財政部參知等職。
二戰後，何春海作爲越南中圻的代表，前往香港會見舊帝保大，參加了1947年的各黨派會議。